# Limnodynastes terraereginae
Espèce
Synonymes
- Limnodynastes dorsalis var. terrae-reginae Fry, 1915

Statut de conservation UICN

 LC  : Préoccupation mineure
Limnodynastes terraereginae est une espèce d'amphibiens de la famille des Limnodynastidae.

## Répartition
Cette espèce est endémique d'Australie. Elle se rencontre de la pointe Nord du Queensland jusqu'au Nord-Est de la Nouvelle-Galles du Sud,.

## Description

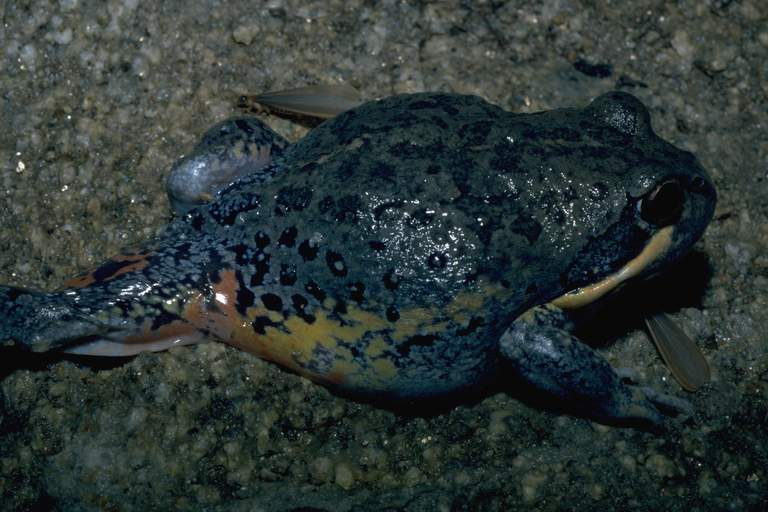

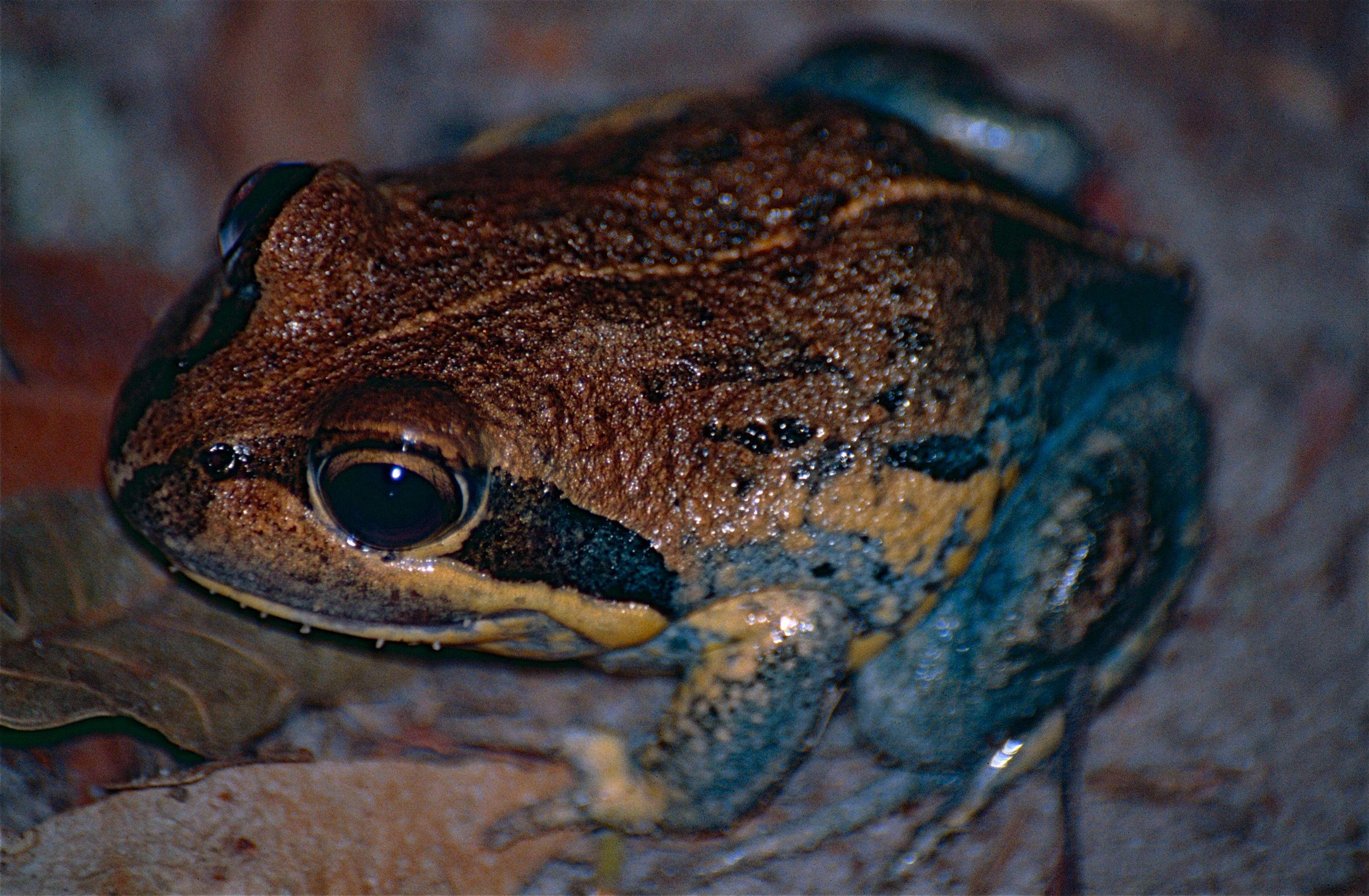
Limnodynastes terraereginae (Parc national de Noosa, Australie)

Limnodynastes terraereginae mesure jusqu'à 75 mm. Sa coloration générale est brun foncé avec parfois des taches. Le ventre est blanc.

## Étymologie
Son nom d'espèce, terraereginae, signifiant la terre de la reine en latin, lui a été donné en référence à sa localité type, le Queensland, signifiant la terre de la reine en anglais.

## Publication originale
- Fry, 1915 : Herpetological notes. Proceedings of the Royal Society of Queensland, vol. 27, p. 60-95 (texte intégral).